# 알레프 (1949년 소설)
알레프는 아르헨티나의 소설가 호르헤 루이스 보르헤스의 단편집이다. 열일곱 개의 단편이 수록되어 있으며, 주로 형이상학적이고 환상적인 단편이 들어 있다. 알레프는 우주 만물과 모든 시간을 축소하지 않고 3cm에 담은 구슬을 말한다. 단편집 알레프의 마지막 단편 알레프에 등장한다.